# Ray Mala
Pour les articles homonymes, voir Mala.
Ray Mala (parfois crédité Mala) est un acteur et assistant opérateur américain, né Ray Wise (Inupiak : Chee-Ak) le 27 décembre 1906 à Candle (Northwest Arctic, Alaska), mort le 23 septembre 1952 à Hollywood (Californie).

## Biographie

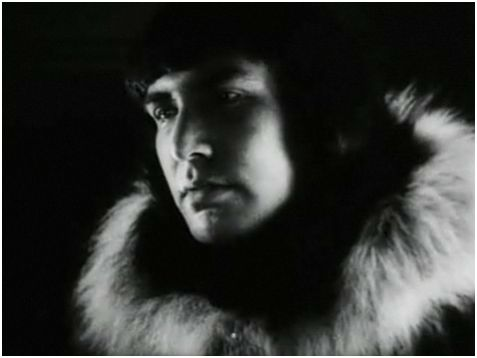
Dans Eskimo (1933)

Né au sein d'une tribu des Iñupiat (d'un père d'origine russe installé en Alaska et d'une mère iñupiaq), Ray Mala reste connu comme le premier acteur 'amérindien' ayant fait carrière à Hollywood, où il meurt brutalement en 1952, d'une crise cardiaque. Après une première apparition, comme lui-même, dans un documentaire sorti en 1932 (Igloo), il débute véritablement dans Eskimo (1933) de W. S. Van Dyke — tourné en Alaska et en langue inupiak —, où il tient le rôle principal de Mala l'esquimau.
En tout, il joue dans vingt-quatre films américains (le dernier étant Red Snow, sorti en 1952, moins de trois mois avant sa mort), où il personnifie des 'indigènes' d'origines diverses — petits rôles non crédités parfois —. Ainsi, il est le polynésien Taro dans Taro le païen de Richard Thorpe (1935), le malaisien Melan dans Hula, fille de la brousse de Wilhelm Thiele (1938, avec Dorothy Lamour et Ray Milland), ou encore Marnoa (polynésien à nouveau) dans Le Chevalier de la vengeance de John Cromwell (1942, avec Tyrone Power, Gene Tierney et George Sanders), entre autres.
De 1942 à 1952, Ray Mala ne tourne aucun film comme acteur, se consacrant à une seconde activité, celle de premier ou deuxième assistant opérateur, voire cadreur (activité déjà expérimentée sur le tournage du documentaire Igloo de 1932 pré-cité), surtout aux côtés du chef opérateur Joseph LaShelle. À ce titre, il collabore notamment à L'Ombre d'un doute d'Alfred Hitchcock (1943 ; chef opérateur : Joseph Valentine), Laura d'Otto Preminger (1944 ; chef opérateur : Joseph LaShelle) et Les Sœurs casse-cou d'Henry Koster (1949 ; chef opérateur : Joseph LaShelle). Ses deux derniers films comme assistant opérateur (de LaShelle), sortis en 1952, sont Les Misérables de Lewis Milestone et Something for the Birds de Robert Wise.

## Filmographie complète
Comme acteur

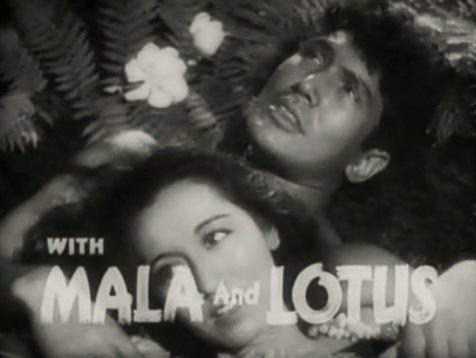
Dans Taro le païen (1935)

- 1932 : Igloo d'Ewing Scott (documentaire ; lui-même)
- 1933 : Eskimo de W. S. Van Dyke
- 1935 : Taro le païen (Last of the Pagans) de Richard Thorpe
- 1936 : Robinson Crusoe of Clipper Island de Ray Taylor et Mack V. Wright
- 1936 : Hula, fille de la brousse (The Jungle Princess) de Wilhelm Thiele
- 1938 : Hawk of the Wilderness de William Witney et John English
- 1938 : Bill Hickok le sauvage (The Great Adventures of Wild Bill Hickok) de Sam Nelson et Mack V. Wright
- 1938 : La Grande Débâcle (Call of the Yukon) de William Reeves Easton
- 1939 : Pacific Express (Union Pacific) de Cecil B. DeMille
- 1939 : Mutinerie sur le « Black Hawk » (Mutiny on the Blackhawk) de Christy Cabanne
- 1939 : Garde-côtes (Coast Guard) d'Edward Ludwig
- 1940 : L'Enfer vert (Green Hell) de James Whale
- 1940 : Zanzibar (en) d'Harold D. Schuster
- 1940 : Flash Gordon Conquers the Universe de Ford Beebe et Ray Taylor
- 1940 : South of Pago Pago d'Alfred E. Green
- 1940 : Girl from God's Country de Sidney Salkow
- 1940 : Les Tuniques écarlates (North West Mounted Police) de Cecil B. DeMille
- 1940 : The Devil's Pipeline de Christy Cabanne
- 1941 : Par la porte d'or (Hold Back the Dawn) de Mitchell Leisen
- 1941 : Honolulu Lu de Charles Barton
- 1942 : The Mad Doctor of Market Street de Joseph H. Lewis
- 1942 : Le Chevalier de la vengeance (Son of Fury : The Story of Benjamin Blake) de John Cromwell
- 1942 : The Girl from Alaska de Nick Grinde et William Witney
- 1942 : Tamara de Tahiti (The Tuttles of Tahiti) de Charles Vidor
- 1952 : Red Snow de Boris Petroff (en)